# 村田真
村田真（日语：むらたまこと）是一位日本電腦科學家。他曾是設計了 XML 1.0 的 W3C XML 工作組的一員。村田真與詹姆士·克拉克共同設計了一個叫做 RELAX NG 的 XML schema 語言。
村田真於1982年從京都大學獲得學士學位，1985年加入富士施樂，從1993到1995在 Xerox Webster Research Center 研究結構化文件，到1997年為止在富士施樂資訊系統工作。他於2000年離開富士施樂，並在國際大學做研究，到2008年5月為止他也在 IBM 東京研究所進行研究工作。自 2008年9月起，他成為國際大學 GLOCOM 專員。2006年7月，村田真獲得筑波大學系統與資訊工程研究所博士學位。2009年11月，他成為日本電子出版協會（JEPA）的技術指導，並帶領 JEPA 的 EPUB 研究團隊。自 2010 年，村田真成為 IVS 技術推廣委員會的副主席。村田真也是 ISO/IEC JTC1/SC34 的共同主席。

## 事蹟

### XML1.0 與 XML 日文子集
1997年，村田真是 W3C XML 工作組的一員，喬·波薩克、詹姆士·克拉克與提姆·
柏瑞也是其中成員。XML 工作組設計了作為標記語言的 XML1.0 規範，是 SGML 的一個子集。XML1.0 在1998年2月成為 W3C 推薦標準。
村田真與其他合作者著作敘述在 XML 文件中使用日文字符的《XML 日文子集》文件，後來成為 JIS（日本工業標準）技術報告。《XML 日文子集》後來也翻譯成英文並作為 W3C 技術報告出版。

### XML Media Types
村田真是描述在網路上交換 XML 資料所用媒體類型（text/xml 與 application/xml）的 IETF RFC 2376《XML Media Type》的作者之一。RFC 2376 已被 RFC 3023 更新。

### RELAX 與 RELAX NG
一些包括村田真與詹姆士·克拉克的人士對 W3C XML Schema 工作組設計的，以取代傳統的 DTD 為目的的 XML Schema 抱有批評的態度。這些人認為 XML Schema 有過多的功能，規範過大且複雜：
- 要實作 XML Schema 的所有功能太困難。
- 要讓工程師閱讀、書寫 XML Schema 太困難。
- XML Schema 不允許非確定型內容模型。

因此，村天真與其他合作者設計了另一個更簡單且數學上一致的現代 schema 語言 — RELAX（Regular Language description for XML）。RELAX 在2000年出版，後來成為 JIS 與 ISO/IEC 標準。在差不多同一個時間，詹姆士·克拉克也設計了叫做 TREX（Tree Regular Expressions for XML）的另一個 schema 語言。
村田真與詹姆士·克拉克在 TREX 與 RELAX Core 之上設計了一個新的 schema 語言 — RELAX NG，語法是 TREX 的擴充。2001年12月，RELAX NG 成為 OASIS 標準，後來也成為《ISO/IEC 19757: Document Schema Definition Languages（DSDL）》的第二部份。

### 增進 EPUB 的日文文字排版功能
2010年4月，村田真在 JEPA 發表了 14 個應加入 EPUB 的日本語言相關要求。在日本總務省的贊助之下，東方有限公司開始了「增進 EPUB 的日文文字排版功能」企劃案，村田真也成為了該企劃的技術負責人，並與小林龍生等人一起呼籲瀏覽器開發者接受增進版的 EPUB，也就是支持包括豎排、斷行規則、著重號等等的日本文字排版功能。村田真是開發、推進 EPUB 的國際數位出版聯盟（International Digital Publishing Forum，IDPF）其中的「增進全球語言支援（Enhanced Global Language Support，EGLS）」子計畫的協調人。

## 著作
- 村田真（編輯）、門馬敦仁、荒井恭一，《XML入門 HTMLの限界を打ち破るインターネットの新技術》，日本経済新聞社，1998年1月，ISBN 4-532-14610-0
- Hiroshi Maruyama, Kent Tamura, Naohiko Uramoto, Makoto Murata, Andy Clark, Yuichi Nakamura, Ryo Neyama, Kazuya Kosaka and Satoshi Hada, XML and Java: Developing Web Applications, Second Edition, Addison-Wesley Professional, May 2002, ISBN 0-201-77004-0

丸山宏、田村健人、浦本直彦、村田真、アンディ・クラーク、中村祐一、根山亮、小坂一也、羽田知史（著・訳），《XMLとJavaによるWebアプリケーション開発 第2版》，ピアソンエデュケーション，2002年12月，ISBN 4-89471-662-3
另外，村田真也有著作關於結構化文件的一些論文。

## 外部連結
- （英文）W3C XML 1.0 規範 （页面存档备份，存于）
- （英文）OASIS RELAX NG 規範 （页面存档备份，存于）
- （英文）RELAX NG relaxng.org （页面存档备份，存于）
- （日語）RELAX NG 日本語ポータル （页面存档备份，存于）
- （英文）RELAX NG 指引 （页面存档备份，存于）
  - （日語）RELAX NG 指引 （页面存档备份，存于）
- （日語）富士施樂資訊系統 — XML Cafe
  - （日語）RELAX NG
  - （日語）XML 1.0 規範
  - （日語）建議使用 charset 參數：指定字符編碼方式的機制
  - （日語）JIS XML 日文子集  — 在 XML 文件中使用日文字符的一些問題
- （英文）W3C XML 日文子集 （页面存档备份，存于）
- RFC 3023 - XML Media Types
- RFC 2376 - XML Media Types
- （英文）RELAX 官方網站 （页面存档备份，存于）
- （日語）村田　真のXMLブログ — 網誌
- （英文）Murata Makoto